# Wohn- und Wirtschaftsgebäude Alte Dorfstraße 13
Die zwei Wohn- und Wirtschaftsgebäude Alte Dorfstraße 13 in der niedersächsischen Gemeinde Geestland, Ortsteil Holßel, im Landkreis Cuxhaven, stammen aus der Mitte des 19. Jahrhunderts.
Aktuell (2024) werden sie als Wohnhaus und landwirtschaftlich genutzt.
Die Gebäude stehen unter Denkmalschutz (siehe auch Liste der Baudenkmale in Geestland).

## Beschreibung
Auf dem Areal stehen zwei ähnliche eingeschossige giebelständige Gebäude als Zweiständer-Hallenhäuser mit Satteldach und regionaltypischer Verbretterung im oberen Giebeldreieck und Uhlenloch sowie der Grooten Door mit Korbbogen:
- Das östliche Gebäude in Backstein erhielt neuere eckige Fenster und wurde 1849 (Inschrift) gebaut.[2]
- Das westliche Gebäude, ursprünglich in Fachwerk mit Steinausfachungen und in Unterrähmkonstruktion, erhielt nachträglich, größtenteils nach 1945, sein Backsteinmauerwerk mit schwach segmentbogigen Fenstern; es wurde um 1850 gebaut; zwei südliche Anbauten mit Satteldach und in Backstein folgten später.[3]

Auf der Hofanlafe stehen weitere nicht denkmalgeschützte Gebäude.
Das Landesdenkmalamt befand u. a.: „… typische Wohn-/Wirtschaftsgebäude der Region …“